# Fondu

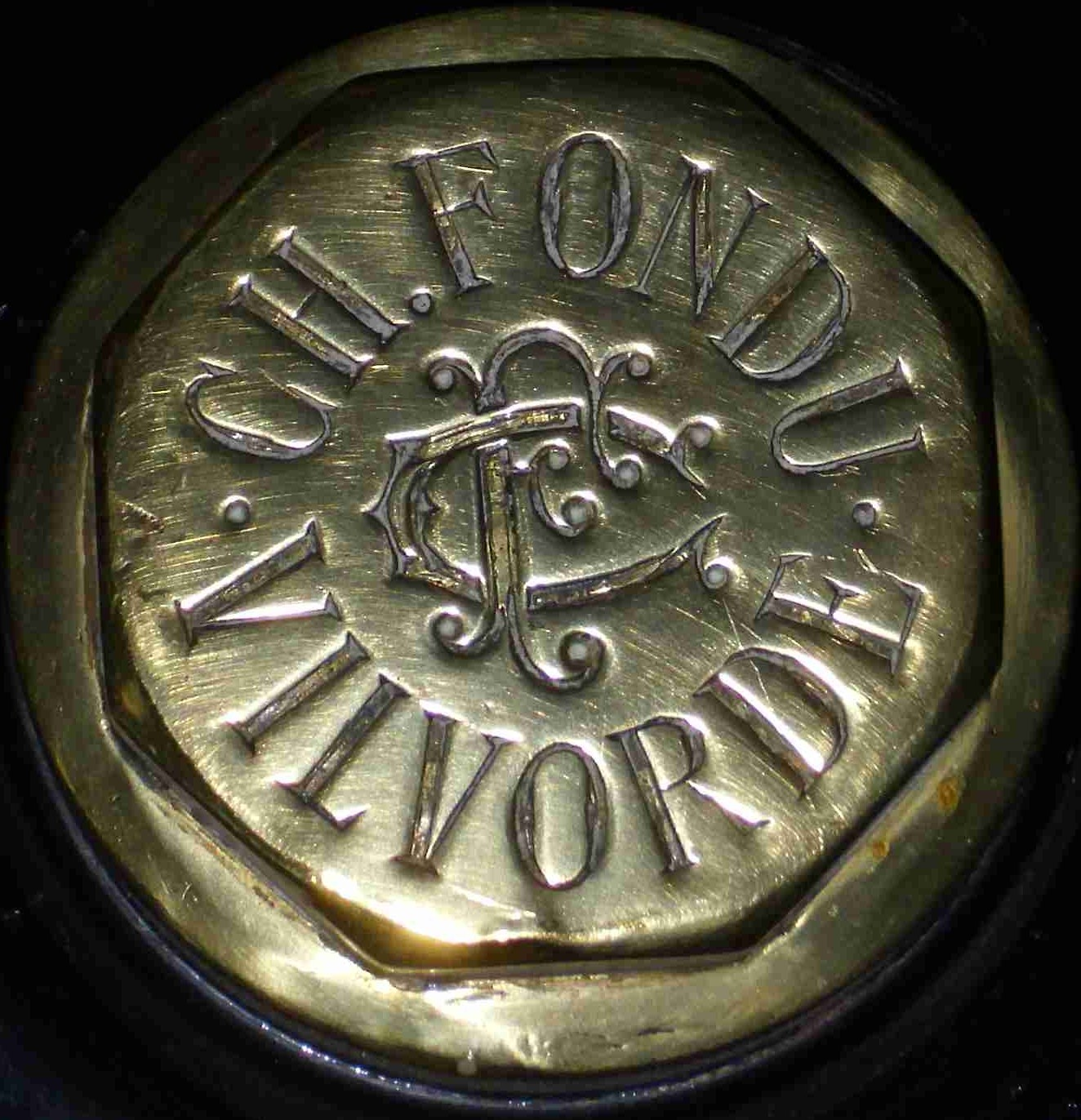
Emblem

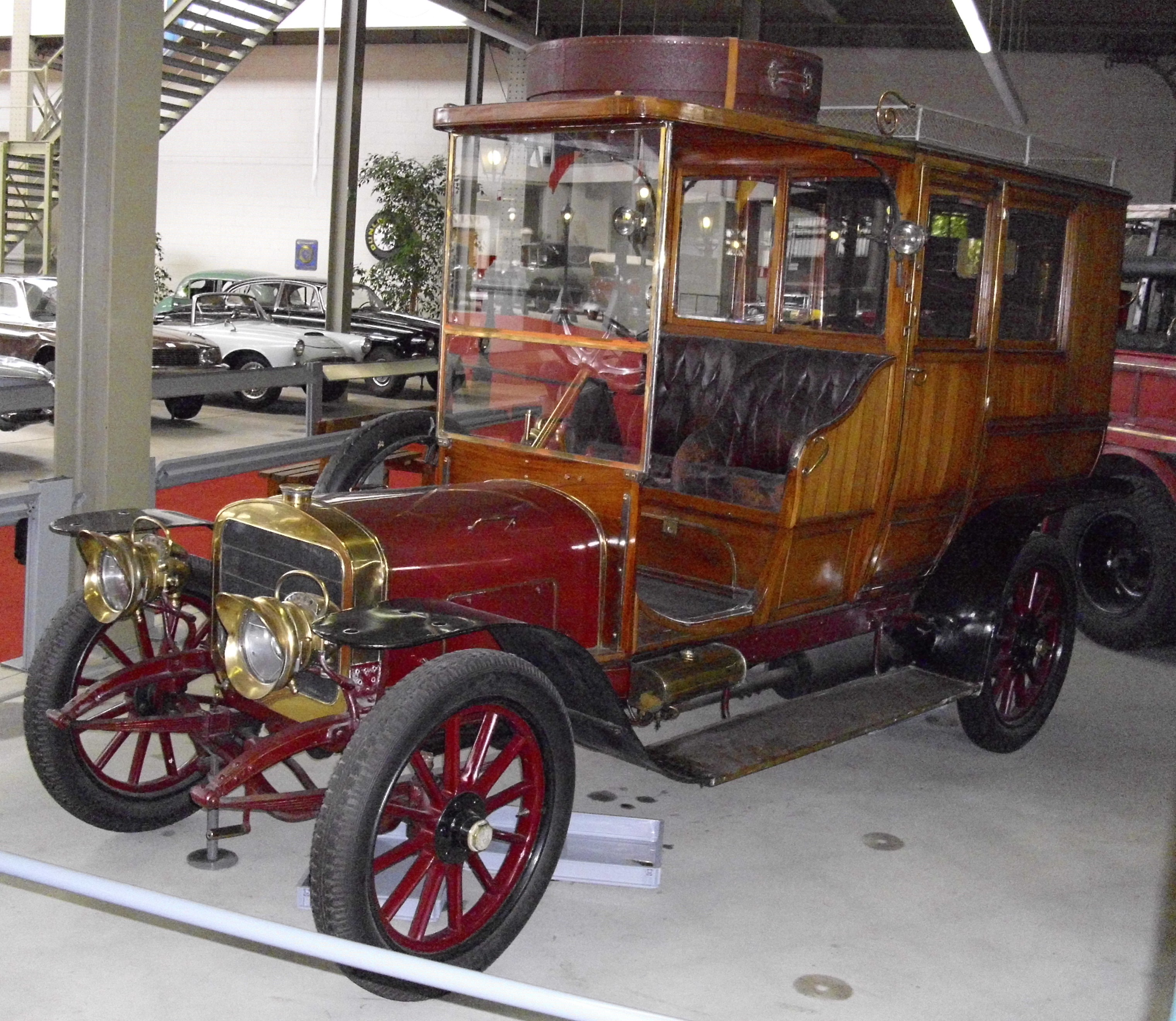
Fondu von 1906

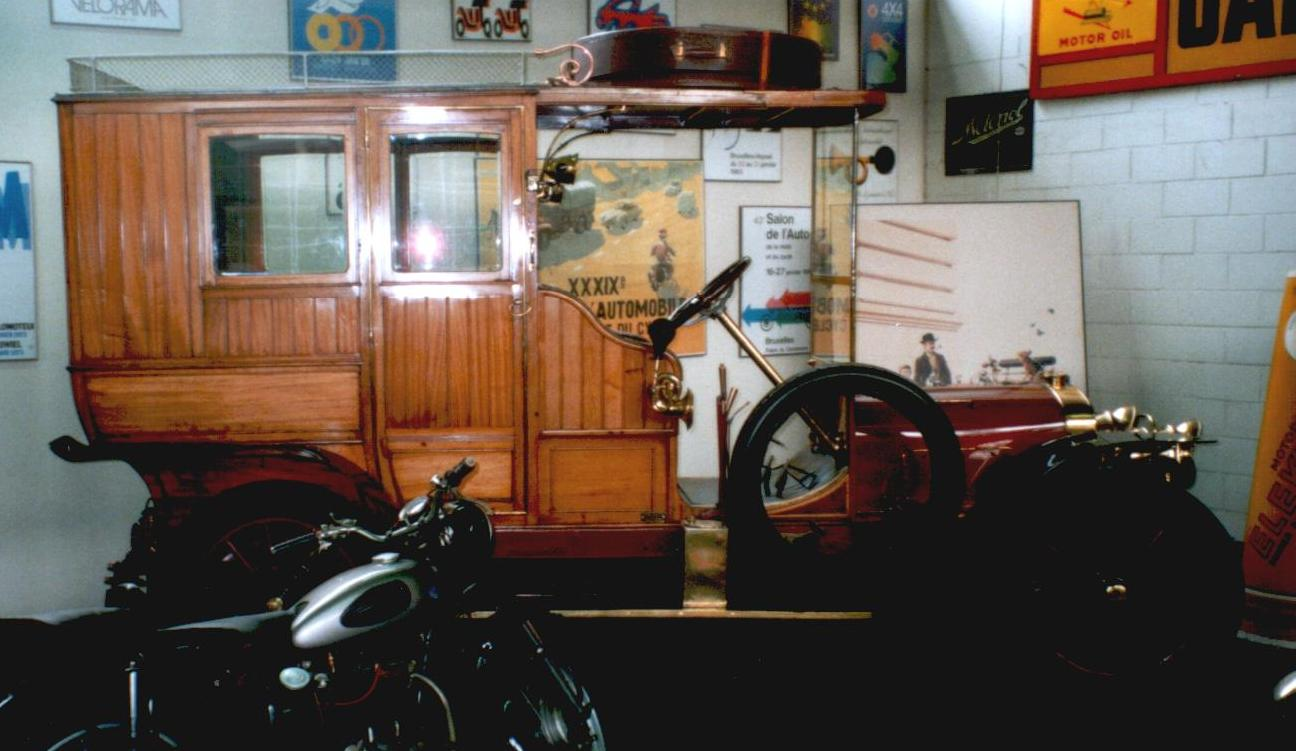
Fondu von 1906

Usines Fondu war ein belgisches Unternehmen.

## Unternehmensgeschichte
Jean-Baptiste Fondu gründete 1865 das Unternehmen in Vilvoorde. Er stellte Material für Eisenbahnen her. 1896 löste ihn sein Sohn Charles ab. 1906 kam die Produktion von Automobilen dazu. Entwickler der Fahrzeuge war der Schweizer Julien Potterat. Potterat verließ 1908 das Unternehmen und ging zu Russo-Balt. Motoren und Getriebe wurden auch an andere Automobilhersteller verkauft. Nach dem Tod von Charles Fondu 1912 endete die Fahrzeugproduktion. 1914 sorgte der Erste Weltkrieg für eine Produktionsunterbrechung. Deutsche besetzten das Werk.
1918 nahmen die Besetzer alle Maschinen mit und hinterließen ein leeres Werk. Die Produktion von Motoren und Getriebe wurde 1920 wieder aufgenommen und 1925 aufgegeben. 1925 wurden die Markenrechte an der Motorradmarke La Mondiale erworben. Diese Motorräder wurden bis Anfang der 1930er Jahre hergestellt. Danach beschränkte sich das Unternehmen auf den Maschinenbau. In den 1970er Jahren kam es zum Bankrott.

## Fahrzeuge
Das erste Modell war der 1 CHF, auch 20/24 CV genannt, der von einem Vierzylindermotor mit 3770 cm³ Hubraum angetrieben wurde und Kardanantrieb besaß. 1907 wurde das Modell durch den 24/30 CV abgelöst, dessen Vierzylindermotor 4503 cm³ Hubraum besaß. Zusätzlich gab es von 1907 bis etwa 1908 das große Sechszylindermodell 50 CV. 1912 kamen kleinere Vierzylindermodelle mit 1131 cm³ Hubraum, 1690 cm³ Hubraum und 2120 cm³ Hubraum auf den Markt. Nach dem Ersten Weltkrieg wurden noch einige Vierzylindermodelle 8/10 CV produziert.
Ein Fahrzeug existiert noch heute und ist im Automuseum Autoworld Brussels in Brüssel zu besichtigen.

## Lizenzfertigung
- Russo-Balt fertigte das Modell 24/30 CV in Lizenz.

## Teileverkauf
Fondu produzierte und verkaufte auch Teile an andere Automobilhersteller wie Elgé, FIF, Hermes, Linon, SAVA und Turner.